# Histoire du Népal

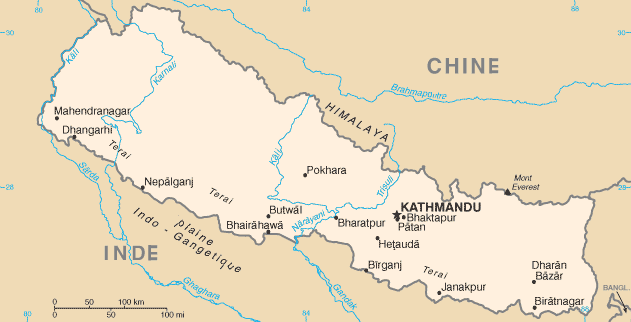
Népal

Cet article présente un résumé de l'histoire du Népal. 
Le Népal est un pays de l'Himalaya, enclavé, bordé au nord par la République populaire de Chine (région autonome du Tibet) au sud, à l'ouest et à l'est par l'Inde (Uttarakhand, Uttar Pradesh, Bihar, Sikkim) : 147 516 km2, 30 896 590 habitants en 2023 (pour 2 millions en 1550, 3 en 1700, 4 en 1800, 10 vers 1962, 20 vers 1982), Népalais, parlant très majoritairement le népalais.
Le Népal est un pays multi-ethnique, multi-lingue, multi-religieux et multi-culturel ayant le népali comme langue officielle.

## Protohistoire
- Néolithique dans le sud-est asiatique (en)
- Période védique, migrations indo-iraniennes, histoire de l'Inde (Antiquité et Moyen Âge indien)
- Liste des anciens peuples et tribus indo-aryens (en)
- Âge du bronze en Inde (en) (3300-1300), Âge du fer en Inde (en) (1300-200 AEC)
- Bataille de Kurukshetra, dans l'épopée sanskrite du Mahabharata

- Histoire ancienne du Népal (en)
- Royaumes himalayens évoqués dans les Puranas et/ou le Mahabharata : d'Himalaya (en), de Kirata (en), de Nepa (en), de Parvata (en)
- Janapada (en) (Pied du peuple, [dʑɐnɐpɐdɐ]) (vers 1100-600 AEC) : républiques (ganapada) et royaumes (sāmarājya) de la période védique dans le sous-continent indien
- Royaume de Videha (Est-Népal & Bihar, 850-500), capitale Mithila/Tirabhukti : Raja Janaka, sage Yājñavalkya

## Histoire ancienne
Ni les Perses Achéménides ni les Grecs/Macédoniens d'Alexandre le Grand ne semblent avoir approché les territoires népalais : conquête achéménide de la vallée de l'Indus (en) (525-323), bilan du règne d'Alexandre le Grand, autels d'Alexandre le Grand (sans doute Sialkot/Sagala au Pendjab , mais disparus).
Par contre, des influences du royaume de Gandhara (de -1200 à +1000), des royaumes indo-grecs (de -200 à +10), de l'empire maurya (324-185 AEC), puis de l'empire kouchan (30-375), de l'empire Gupta (240-579), sont certaines ou probables, sur certaines zones de l'actuel Népal.
Parmi les Mahajanapadas, anciens royaumes de l'Inde védique (de -600 à +345), figurent le royaume Kimpurusha (en) et le royaume Kuninda (100c-250c)
Le voisin du Nord, particulièrement à l'époque de l'empire du Tibet (629–877), a exercé quelque influence.
Enfin, Siddhartha Gautama (peut-être 623-543 ou 563-483), est né à Lumbini (Teraï), de la tribu Shakya, futur "Bouddha".
La vallée de Katmandou est dirigée par diverses dynasties, dont dynastie Gopala (en), dynastie Soma (en) (200-300), dynastie Mahisapala (en) (300-400), réputées pour les deux dernières d'ascendance Abhira (en).
Entre 400 et 750 apr. J.-C., la capitale actuelle du Népal, Kantipur/Katmandou, est dirigée par la dynastie des Licchavi, initiée par le roi "Yalambar". Les vestiges archéologiques de cette période consistent principalement en des inscriptions sur pierre, datées de deux époques consécutives. La plus ancienne, de l'époque Åšaka (? Empire maurya 324-185), date de 78 apr. J.-C., tandis que la seconde, Amshuvarmā, date de 576.
Bien que la plupart des inscriptions indiquent les dates et commissaires des constructions en pierre, certaines transmettent des édits royaux, des mantras religieux ou des notes historiques. C'est grâce à la corroboration entre les mythes locaux et ces découvertes archéologiques qu'un peuple antérieur aux Licchavi a été identifié, connu sous le nom de Royaume de Kirata (en). Très peu d'informations sont disponibles à ce sujet.
- Dynastie Licchavi (464-733) (450-750/880), d'origine Licchavi, vallée de Katmandou
- Dynastie Thakuri (en) (600c-1200c), Nuwakot
- Royaume Katyuri (en) (700c-1065), Ouest du Népal et Uttarakhand
- Yalambar (en), roi mythique fondateur du royaume Kirati (en) vers 800 au Népal-Est
- Royaume Khasa (Khas (peuple) (en), Ouest du Népal et Uttarakhand, 950c-1350c)
- Dynastie des Karnats de Mithila (en) (1097-1324)
- Dynastie Malla (1201-1768/1769)
- Royaume du Mustang (1380-2008), ou royaume de Lo (district de Mustang, province népalaise de Gandaki), cité fortifiée de Lo Mantang

## Histoire moderne

### Origine du nom
Le toponyme « Népal » dériverait du sanskrit nipalaya qui signifie « au pied des montagnes », en référence à sa situation proche de l'Himalaya. Cela pourrait donc être un équivalent au toponyme européen « Piémont ». Il a également été suggéré que le nom viendrait du tibétain niyampal qui signifie « terre sacrée ».

### Formation

Indes, 1805, selon Joppen

Le Népal moderne est créé dans la deuxième moitié du XVIIIe siècle lorsque Prithivî Nârâyan Shâh (1723-1775), le chef de la petite principauté de Gorkha en 1743-1768, unifie un certain nombre d'États indépendants des contreforts de l'Himalaya en 1768. Après s'être emparé du trône, il ferme le royaume aux étrangers, lui apportant ainsi le calme mais coupant les voies de commerce traditionnelles entre l'Inde et le Tibet. Le pays est fréquemment appelé le royaume Gorkha et le terme gurkhas employé pour désigner les soldats du Népal.
- Nombreux petits royaumes dans la zone : Chaubisi Rajya (en) ("24 principautés"), Baise Rajya (en) ("22 royaumes"), dont l'État de Tulsipur (en)
- Histoire médiévale du Népal (en)
- Royaume khasa (Khas, Khasa-Malla, vers 1050-1350, Ouest, haut bassin de la Karnali)
- Dynastie Malla (1201-1769), capitale Kantipur
- Royaume des Senas de Makwanpur (en) (1518–1762, Mithila)
- Royaume Gorkha (en) (1559-1768), Dynastie Shah (1559-2008) (Royal House of Gorkha)

À partir de 1600-1700, la région subit la rencontre des expansionnismes britannique et gorkha.
- Compagnie britannique des Indes orientales (1600-1875)
- Bataille de Makwanpur (en) (1762)
- Bataille de Kathmandou (en) (1768)
- Unification du Népal (1744-1816)
- Revendication d'un Grand Népal (1791-1816)
- Guerre anglo-népalaise (1814-1816), traité de Sugauli (1815-1816), (traité de Titalia (1817, sur le Sikkim))
- Royaume du Népal (1768-2008), dynastie Shah (1768-2008), Prithvi Narayan, roi Gorkha
  - avec longue parenthèse due à la dynastie Rana (en) (1846-1951), par confiscation du pouvoir gouvernemental par la famille Kunwar, réputée d'origine rajpoute, et durcissement du régime.

### L'administration Rânâ (1846-1951)
Après 1800, les héritiers de Prithivî Nârâyan Shâh sont incapables de maintenir un contrôle politique effectif du Népal. Le pays sombre dans une  période d'agitation, confirmée par la défaite du Népal dans la guerre anglo-népalaise de 1814 à 1816. La stabilité est retrouvée après 1846 quand la famille Rânâ accapare de manière héréditaire le poste de Premier ministre, reléguant le monarque à un rôle de représentation. Le régime Rânâ, une autocratie fortement centralisée, poursuit une politique isolationniste, coupant le Népal de toutes influences externes.

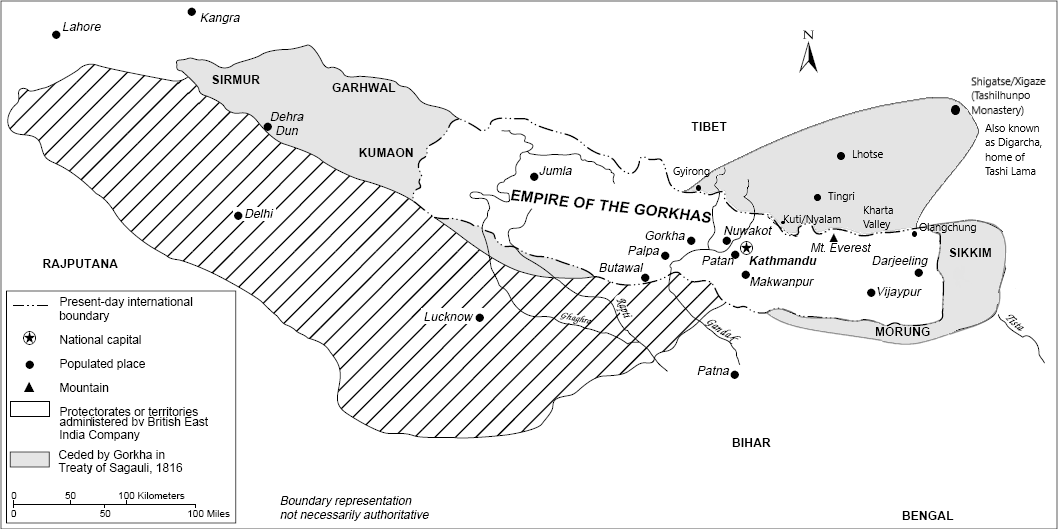
Grand Népal
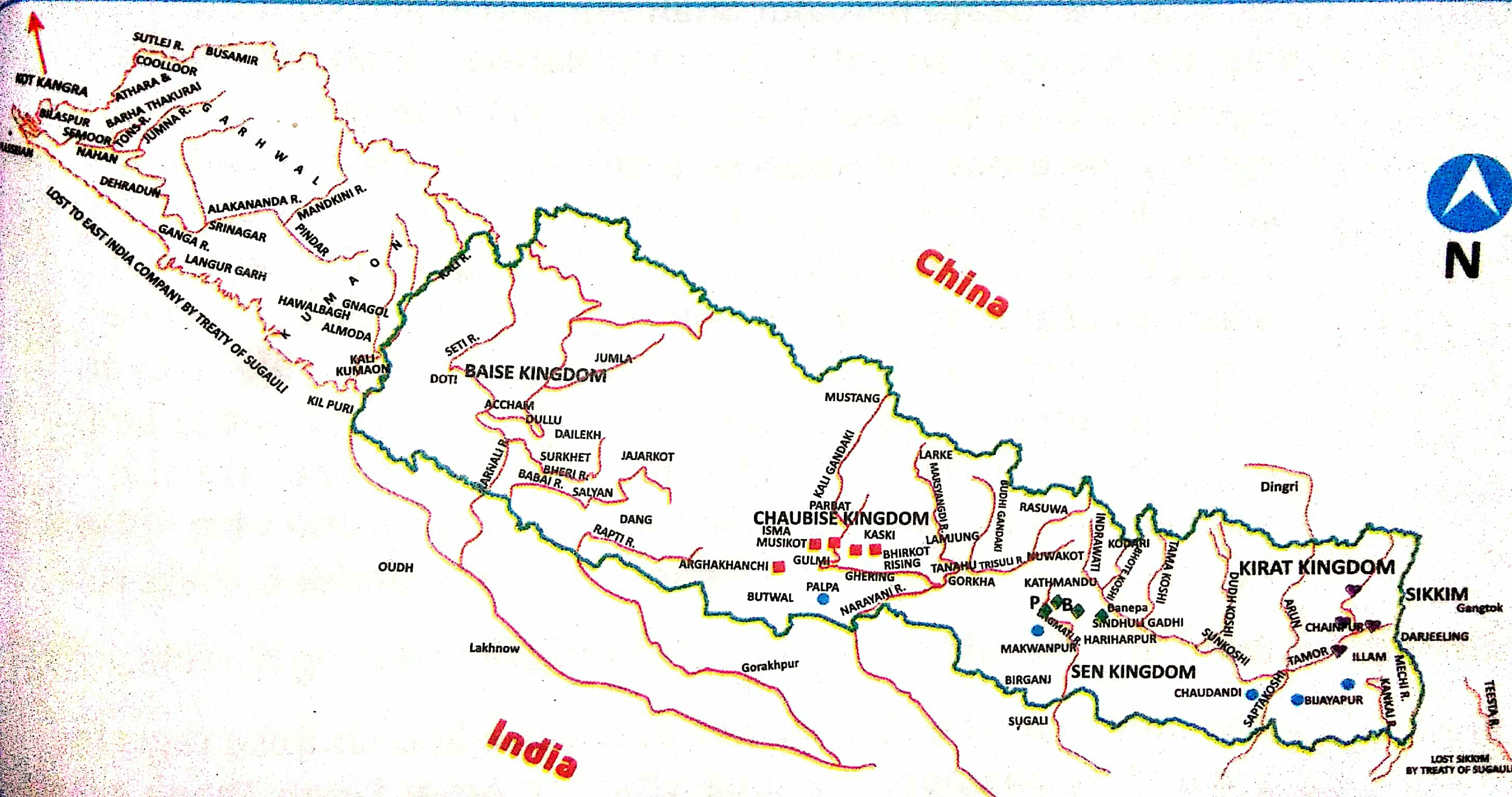
Territoires perdus, traité de Sugauli (1816)

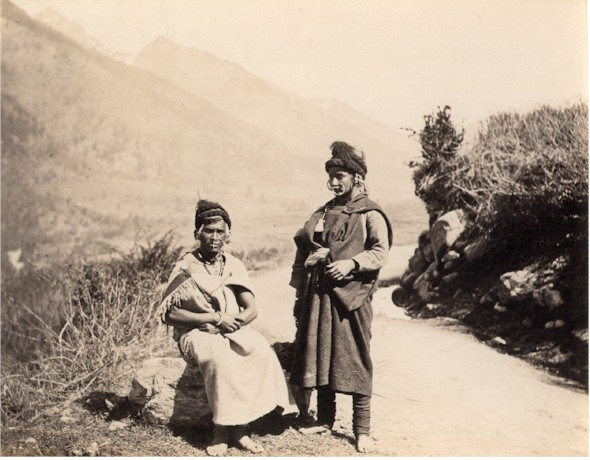
Femmes Khas, 1880
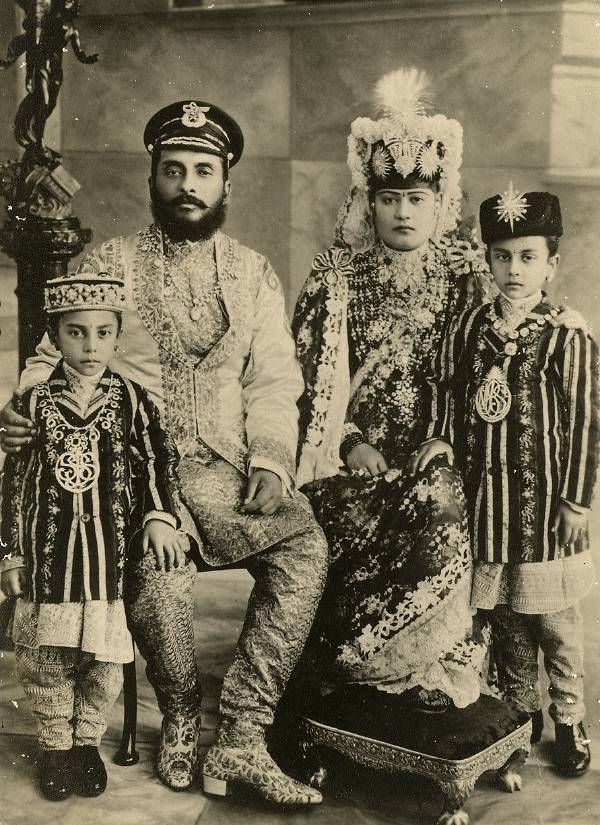
Chandra Shamsher en famille, 1900
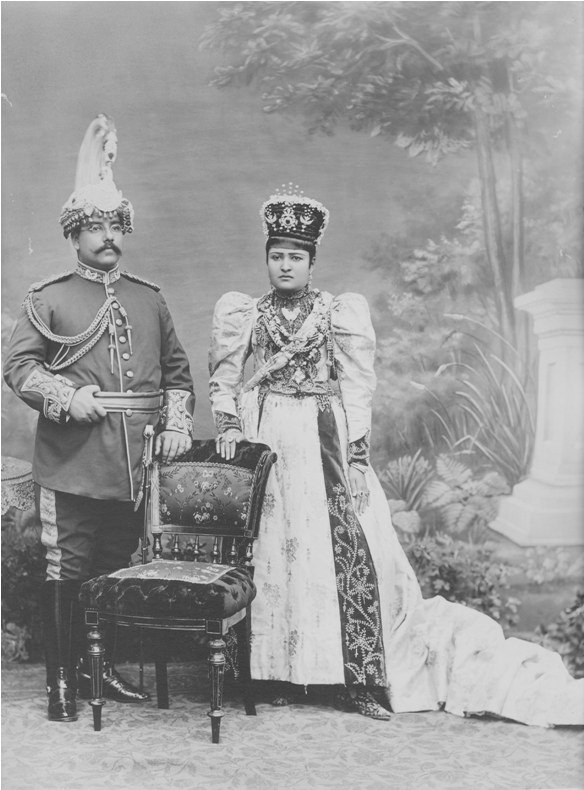
Gehendra Shamsher et son épouse, vers 1903
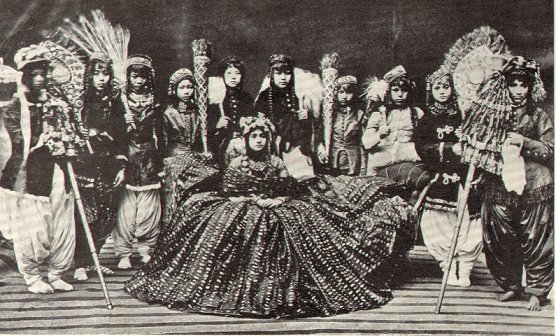
La râni du Népal et ses dames de compagnie, 1920
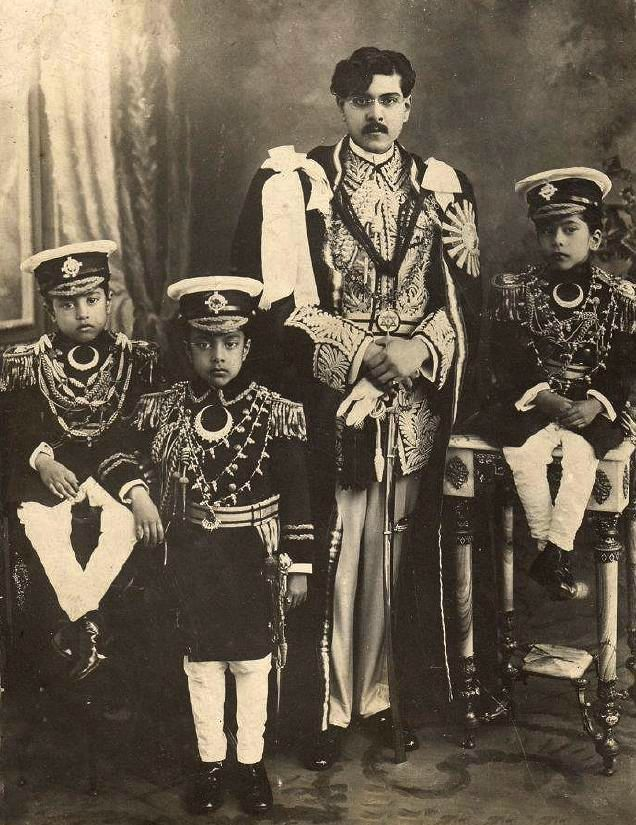
Thibuvan et ses fils, 1932

- Dynastie Rana (en)
- Succession au trône du Népal (en)
- Palais des Rana au Népal (en)
- Système daudaha (en)
- Dynastie Thapa (en) (1806-1837, 1843-1845, dite de Borlang), premiers ministres chhetris
- Massacre de Kot (1846), massacre de 1846 de Bhandarkhal

### Les réformes démocratiques (1950-1961)
Le Népal est resté très longtemps un « pays inaccessible », non à cause de ses montagnes mais parce qu'il était un royaume fermé aux étrangers. Ce n'est qu'en 1951, lorsqu'il décida de s'ouvrir au monde extérieur, qu'il reçut ses premiers visiteurs. Débarquèrent alors des États-Unis et d'Europe de nombreux hippies qui ancrèrent Katmandou dans la légende. C'était l'époque, aujourd'hui révolue, où le haschich était en vente libre. Aujourd'hui, le Népal est devenu le rendez-vous des trekkers de toutes les nationalités.
En 1950, le roi Tribhuvan, un descendant direct de Prithivî Nârâyan Shâh, se sauve de sa prison dorée pour rejoindre l'Inde nouvellement indépendante. Avec l'aide de Jawaharlal Nehru, il revient au pouvoir au début de l'année 1951 puis, le 16 novembre 1951, parvient à nommer un Premier ministre ne faisant pas partie de la famille Rânâ : Matrika Prasad Koirala (cousin de l'actuel Premier ministre Sushil Koirala). Pendant les années 1950, un projet de constitution est rédigé instituant une forme représentative de gouvernement, basée sur un modèle britannique.
Au début de 1959, le roi Mahendra promulgue la nouvelle constitution, et les premières élections législatives démocratiques sont organisées. Le parti du congrès népalais, un parti socialiste modéré, remporte largement les élections. Son chef, Bishweshwar Prasad Koirala (autre frère de Matrika Prasad Koirala), forme son gouvernement et devient Premier ministre.
- Mouvement démocratique népalais (en) (1948-2008)
- Révolution népalaise de 1951 (en)
- Coup d'État de 1960 au Népal

### L'échec démocratique (1962-1995)
Déclarant, 18 mois plus tard, l'échec de la démocratie parlementaire, le roi Mahendra démet le gouvernement de Koirala et promulgue une nouvelle constitution le 16 décembre 1962. Celle-ci établit le système sans parti des Panchayati raj (conseils) que Mahendra considère comme une forme démocratique de gouvernement plus proche des traditions népalaises. En tant que structure pyramidale partant des villages pour atteindre le Rastriya Panchayat (en) ou Parlement national, le système du panchayat instaure une monarchie absolue et installe le roi à la tête de l'État avec une autorité complète sur toutes les instances gouvernementales, y compris le Cabinet (Conseil des ministres) et le Parlement.
Le roi Birendra, son fils de 27 ans, succède au roi Mahendra en 1972. Sous la pression des manifestations estudiantines et antigouvernementales de 1979, le roi Birendra appelle à un référendum national pour décider de la nature du futur gouvernement du Népal, soit la conservation du système de panchayat amélioré par des réformes démocratiques, soit l'établissement du multipartisme. Le référendum est organisé en mai 1980, et le système du panchayat gagne d'une courte victoire. Le roi institue les réformes promises, y compris celle du choix du Premier ministre par le Rastriya Panchayat.
Les habitants des zones rurales avaient eu l'espoir d'être mieux représentés après l'adoption de la démocratie parlementaire en 1990. Quand il devient évident que les réformes agraires promises n'auront pas lieu, les ruraux de certaines parties du pays décrétent leur propre réforme pour gagner une certaine maîtrise sur leurs vies face aux propriétaires terriens. En réaction contre ce mouvement, le gouvernement népalais organise une répression féroce qui entraîne l'élimination de plusieurs des principaux activistes en lutte. Ces opérations répressives amènent beaucoup de leurs témoins à se radicaliser.

### La guerre civile (1996-2006)
Le 12 février 1996 voit le lancement de la guerre civile népalaise d'inspiration maoïste. Une insurrection dont le but affiché est l'abolition de la monarchie qualifiée de corrompue et l'instauration d'un régime communiste qui s'exprimera à travers une « démocratie populaire ». Menée par Pushpa Kamal Dahal (1954-, connu également sous le nom de guerre de Prachanda) et le Dr Baburam Bhattarai (1954-), idéologue du mouvement maoïste, l'insurrection débute dans cinq districts : Rolpa, Rukum, Jajarkot, Gorkha et Sindhuli. Les maoïstes, parvenant à contrôler de larges portions du territoire népalais, surtout dans les campagnes de l’Ouest du pays, annoncent la création d'un « gouvernement du peuple » temporaire afin de remplacer les bureaux locaux de l'Administration auxquels ils s'attaquent régulièrement.
Les maoïstes en chassent les représentants des partis proches du pouvoir, exproprient les « capitalistes » locaux et mettent en œuvre leurs propres projets de développement. Ils gèrent également leurs propres prisons et tribunaux. Outre les mesures coercitives exercées, la guérilla renforce son implantation en raison d'une popularité rencontrée auprès d’importants secteurs de la société népalaise, en particulier les femmes, les intouchables et les minorités ethniques. Ainsi, les discriminations relatives aux castes sont supprimées, les femmes reçoivent des droits de succession égaux à ceux des hommes et les mariages forcés sont interdits. Par ailleurs, les maoïstes dispensent gratuitement des soins de santé et participent à des cours d'alphabétisation.
Malgré leur prétention à défendre les intérêts du peuple, les maoïstes sont accusés par les organisations de défense des droits humains de s'approprier les biens appartenant à des familles paysannes, de recruter de force des enfants-soldats, d'extorquer de l'argent à des entrepreneurs, d'imposer des « taxes révolutionnaires », de procéder à des enlèvements et de s'adonner à la pratique de mauvais traitement à l'égard des personnes enlevées. Ces mêmes organisations accusent en même temps l'Armée royale de recourir à la torture et aux mauvais traitements à l'endroit des personnes « capturées » dans le cadre de leurs opérations de lutte contre la guérilla. La guerre civile fait près de 13 000 morts.

### Massacre au palais royal (2001)
- Massacre de la famille royale du Népal

Le 1er juin 2001, le roi Birendra, la reine Aishwarya du Népal (1949-2001), le prince héritier Dipendra et les autres enfants du couple royal sont abattus au cours d'un dîner. Dipendra meurt après trois jours de coma.
Après sa mort, les autorités népalaises révèlent que le prince Dipendra, sous l'effet d'alcool et de drogue, est l'auteur des meurtres des membres de sa famille, et a ensuite retourné l'arme contre lui. En effet, après la mort de Birendra, Dipendra est devenu roi, et il est donc impossible de l'accuser de meurtre de son vivant (durant son coma la version officielle est un tir accidentel).
Gyanendra, le frère de Birendra, parent absent à ce dîner, devient roi. L'opposition népalaise le soupçonne d'être le véritable architecte du massacre et d'avoir faussement accusé Dipendra.

### Coup de force du roi Gyanendra (2002)
En octobre 2002, le roi Gyanendra se met toute la classe politique à dos en suspendant le Parlement, les Conseils locaux et en démettant de ses fonctions le Premier ministre, Sher Bahadur Deuba, au motif de son incapacité à régler le problème des insurgés maoïstes. Il n'y a donc plus de pouvoir élu au Népal à partir de cette date. En juin 2004, le roi nomme à nouveau Sher Bahadur Deuba Premier ministre. Il finit par le limoger une seconde fois le 1er février 2005 et l'assigne à résidence. Gyanendra s'arroge alors les pleins pouvoirs, et forme un nouveau Conseil des ministres composés de fidèles qu'il choisit lui-même, gouvernement supposé lutter contre la rébellion maoïste et la corruption. Il décrète l'état d'urgence pour les trois ans à venir et suspend les droits fondamentaux. Les médias sont muselés tandis que des centaines de personnes sont arrêtées.
En avril 2005, le roi Gyanendra promet des élections municipales dans un délai d'un an. Malgré les demandes des organisations non-gouvernementales, il refuse cependant la tenue d'élections législatives. Les partis politiques népalais se rallient donc sous le mot d'ordre commun de réinstallation du Parlement dissous en 2002.

### Grève générale et restauration du Parlement (2006)
Face à ce coup de force, les partis d'opposition déclenchent le 6 avril 2006, une grève générale illimitée destinée à faire plier le souverain, réclamant notamment la convocation d'une assemblée constituante. Quant aux plus radicaux d'entre eux, ils n'hésitent pas à prôner l'instauration d'une république. Le 24 avril 2006, face à la pression de la rue, le roi accepte finalement de restaurer l'assemblée dissoute en 2002 et nomme Premier ministre Girija Prasad Koirala (troisième frère de Bishweshwar Prasad Koirala et de Matrika Prasad Koirala) qui annonce lors de son investiture devant les parlementaires (et avec l'accord unanime des partis d'opposition), son intention d'organiser des élections en vue de la formation d'une assemblée constituante ayant pour mandat de rédiger une nouvelle loi fondamentale qui décidera notamment du sort de la monarchie.
Le 18 mai 2006, le Parlement vote à l’unanimité une proclamation historique privant le roi Gyanendra de l’essentiel de ses pouvoirs. Cette proclamation stipule que le Parlement est l’autorité suprême du pays. Le nom officiel du pays est changé : de « royaume du Népal », il devient « État du Népal ». L’appellation de « Gouvernement du Népal de Sa Majesté » est modifiée en « Gouvernement du Népal » et le Premier ministre devient officiellement le « Chef du pouvoir exécutif » aux dépens du roi qui n'a plus qu'un rôle honorifique. Le roi perd son titre de Commandant suprême de l’Armée royale népalaise tandis que l’armée, rebaptisée Armée du Népal, passe sous contrôle d’un Conseil national de sécurité présidé par le Premier ministre. En vertu de cette proclamation, tous les pouvoirs exécutifs de l’État sont désormais assumés par le Conseil des ministres. En outre, le Népal, seule nation officiellement hindoue au monde, devient un État laïc. Le Raj Parishad ou Conseil royal est aboli. Le roi peut désormais être poursuivi devant les tribunaux comme tout citoyen et il est tenu de payer ses impôts comme tout Népalais.

### Accord de paix (2006)
Un accord de paix entre le gouvernement et le parti communiste unifié du Népal (maoïste) (ex-rebelles maoïstes) est signé le 21 novembre 2006. Le Gouvernement et les maoïstes s'entendent pour faire appel à l'ONU pour superviser le contrôle des armes et apporter son soutien à la préparation des élections pour la formation de l'Assemblée constituante. Malgré une paix fragile, en raison des manquements fréquents des ex-rebelles maoïstes au code de conduite signé par les parties, un nouveau Gouvernement provisoire est constitué le 1er avril 2007. Ce gouvernement de coalition, dirigé par le Premier ministre Girija Prasad Koirala, comprend cinq ministres maoïstes. Cette entrée au gouvernement des maoïstes vient consolider l'accord de paix de novembre 2006. Le nouveau gouvernement fixe au 20 juin 2007 la date de la tenue des élections pour la formation de l'Assemblée constituante. Cependant, le refus des partis modérés d'accéder aux exigences des maoïstes d'accélérer la destitution du roi et la proclamation d'une république entraîne, le 18 septembre 2007, le départ de ces derniers du gouvernement.

### De la monarchie à la république
Afin d'éviter un blocage du processus de paix, un accord est trouvé entre les différentes composantes politiques du pays : le 28 décembre 2007, le Parlement provisoire approuve, à une écrasante majorité (270 voix contre 3), une résolution prévoyant l'abolition de la monarchie après l'élection, prévue le 10 avril 2008, d'une assemblée chargée de rédiger une nouvelle Constitution, le Népal devant s'acheminer à partir de cette date vers un État de type « fédéral, démocratique et républicain ». Dans ces conditions, les maoïstes acceptent de reprendre leur place au gouvernement. L'élection de cette assemblée a lieu le 10 avril 2008, et voit la victoire des maoïstes. Sa séance inaugurale, le 28 mai suivant, confirme l'abolition de la monarchie et son remplacement par une république démocratique fédérale.
À cette occasion le servage « Kamaiya » qui touchait principalement la caste des Dalits et l'ethnie Tharus est également aboli.
Devenu Premier ministre en août 2008, Prachanda doit cependant quitter le pouvoir dès mai 2009, à la suite d'un conflit avec le président Ram Baran Yadav. Les maoïstes, revenus dans l'opposition, s'emploient à susciter des grèves contre le gouvernement de coalition formé par le Congrès népalais et le Parti communiste du Népal (marxiste-léniniste unifié) : après une période d'instabilité gouvernementale, le Népal a en 2011 un nouveau premier ministre maoïste, Baburam Bhattarai. 
Ce dernier démissionne en février 2013 pour laisser la place à un gouvernement intérimaire chargé de préparer de nouvelles élections. 
Les élections constituantes népalaises de 2013 sont finalement remportées par le Congrès népalais ; le Parti communiste du Népal (marxiste-léniniste unifié) arrive deuxième, tandis que le Parti communiste unifié du Népal (maoïste) de Prachanda redescend à la troisième place, en perdant près des deux tiers de ses sièges. Sushil Koirala, membre du Congrès népalais, devient Premier ministre en février 2014.